# Ice-Coffin
Ice-Coffin (ingl. Bara di ghiaccio) è l'unico singolo della band tedesca OOMPH!, estratto dal loro terzo album Defekt. La copertina ritrae una bara in mezzo al ghiaccio.

## Tracce
1. Ice-Coffin
2. Asshole
3. A.L.I.V.E.

## Video
Il video musicale mostra la band che suona la canzone in scena. La performance viene interrotta con la comparsa del "defekt" di Dero.